# فهرست قطعنامه‌های شورای امنیت ۱۲۰۱ تا ۱۳۰۰
| قطعنامه‌های شورای امنیت                                      |
| ----------------------------------------------------------- |
| منابع: نشست‌های شورای امنیت • UNBISnet • ویکی‌نبشته           |
| ۱ تا ۱۰۰ (۱۹۴۶–۱۹۵۳)                                        |
| ۱۰۱ تا ۲۰۰ (۱۹۵۳–۱۹۶۵)                                      |
| ۲۰۱ تا ۳۰۰ (۱۹۶۵–۱۹۷۱)                                      |
| ۳۰۱ تا ۴۰۰ (۱۹۷۱–۱۹۷۶)                                      |
| ۴۰۱ تا ۵۰۰ (۱۹۷۶–۱۹۸۲)                                      |
| ۵۰۱ تا ۶۰۰ (۱۹۸۲–۱۹۸۷)                                      |
| ۶۰۱ تا ۷۰۰ (۱۹۸۷–۱۹۹۱)                                      |
| ۷۰۱ تا ۸۰۰ (۱۹۹۱–۱۹۹۳)                                      |
| ۸۰۱ تا ۹۰۰ (۱۹۹۳–۱۹۹۴)                                      |
| ۹۰۱ تا ۱۰۰۰ (۱۹۹۴–۱۹۹۵)                                     |
| ۱۰۰۱ تا ۱۱۰۰ (۱۹۹۵–۱۹۹۷)                                    |
| ۱۱۰۱ تا ۱۲۰۰ (۱۹۹۷–۱۹۹۸)                                    |
| ۱۲۰۱ تا ۱۳۰۰ (۱۹۹۸–۲۰۰۰)                                    |
| ۱۳۰۱ تا ۱۴۰۰ (۲۰۰۰–۲۰۰۲)                                    |
| ۱۴۰۱ تا ۱۵۰۰ (۲۰۰۲–۲۰۰۳)                                    |
| ۱۵۰۱ تا ۱۶۰۰ (۲۰۰۳–۲۰۰۵)                                    |
| ۱۶۰۱ تا ۱۷۰۰ (۲۰۰۵–۲۰۰۶)                                    |
| ۱۷۰۱ تا ۱۸۰۰ (۲۰۰۶–۲۰۰۸)                                    |
| ۱۸۰۱ تا ۱۹۰۰ (۲۰۰۸–۲۰۰۹)                                    |
| ۱۹۰۱ تا ۲۰۰۰ (۲۰۰۹–۲۰۱۱)                                    |
| ۲۰۰۱ تا ۲۱۰۰ (۲۰۱۱–۲۰۱۳)                                    |
| ۲۱۰۱ تا ۲۲۰۰ (۲۰۱۳–۲۰۱۵)                                    |
| ۲۲۰۱ تا ۲۳۰۰ (۲۰۱۵–۲۰۱۶)                                    |
| ۲۳۰۱ تا ۲۴۰۰ (۲۰۱۶–۲۰۱۸)                                    |
| ۲۲۰۱ تا ۲۳۰۰ (۲۰۱۸–تاکنون)                                  |
| متن مربوطه در ویکی‌نبشته : قطعنامه‌های شورای امنیت سازمان ملل |

فهرست زیر، شامل قطعنامه‌های سازمان ملل متحد از قطعنامهٔ شمارهٔ ۱۲۰۱ تا ۱۳۰۰ است که در بازهٔ زمانی ۱۵ اکتبر ۱۹۹۸ میلادی تا ۳۱ مه ۲۰۰۰ به تصویب رسیده‌است.
| شمارهٔ قطعنامه | تاریخ           | آرا (موافق-ممتنع-مخالف) | موضوع نشست                                                                                    |
| ------------- | --------------- | ----------------------- | --------------------------------------------------------------------------------------------- |
| ۱۲۰۱          | ۱۵ اکتبر ۱۹۹۸   | ۱۵-۰-۰                  | بررسی وضعیت در جمهوری آفریقای مرکزی                                                           |
| ۱۲۰۲          | ۱۵ اکتبر ۱۹۹۸   | ۱۵-۰-۰                  | بررسی وضعیت در آنگولا                                                                         |
| ۱۲۰۳          | ۲۴ اکتبر ۱۹۹۸   | ۱۳-۲-۰                  | بررسی وضعیت در کوزوو                                                                          |
| ۱۲۰۴          | ۳۰ اکتبر ۱۹۹۸   | ۱۵-۰-۰                  | بررسی وضعیت صحرای غربی                                                                        |
| ۱۲۰۵          | ۰۵ نوامبر ۱۹۹۸  | ۱۵-۰-۰                  | بررسی وضعیت میان عراق و کویت                                                                  |
| ۱۲۰۶          | ۱۲ نوامبر ۱۹۹۸  | ۱۵-۰-۰                  | بررسی وضعیت در تاجیکستان بر سر امتداد مرز بین تاجیکستان و افغانستان                           |
| ۱۲۰۷          | ۱۷ نوامبر ۱۹۹۸  | ۱۴-۱-۰                  | دادگاه جنایی بین‌المللی برای یوگسلاوی سابق                                                     |
| ۱۲۰۸          | ۱۹ نوامبر ۱۹۹۸  | ۱۵-۰-۰                  | بررسی وضعیت در آفریقا                                                                         |
| ۱۲۰۹          | ۱۹ نوامبر ۱۹۹۸  | ۱۵-۰-۰                  | بررسی وضعیت در آفریقا                                                                         |
| ۱۲۱۰          | ۲۴ نوامبر ۱۹۹۸  | ۱۵-۰-۰                  | بررسی وضعیت میان عراق و کویت                                                                  |
| ۱۲۱۱          | ۲۵ نوامبر ۱۹۹۸  | ۱۵-۰-۰                  | بررسی وضعیت خاورمیانه                                                                         |
| ۱۲۱۲          | ۲۵ نوامبر ۱۹۹۸  | ۱۳-۲-۰                  | مسئلهٔ هائیتی                                                                                  |
| ۱۲۱۳          | ۰۳ دسامبر ۱۹۹۸  | ۱۵-۰-۰                  | بررسی وضعیت آنگولا                                                                            |
| ۱۲۱۴          | ۰۸ دسامبر ۱۹۹۸  | ۱۵-۰-۰                  | اوضاع در افغانستان                                                                            |
| ۱۲۱۵          | ۱۷ دسامبر ۱۹۹۸  | ۱۵-۰-۰                  | بررسی وضعیت مربوط به صحرای غربی                                                               |
| ۱۲۱۶          | ۲۱ دسامبر ۱۹۹۸  | ۱۵-۰-۰                  | بررسی وضعیت در گینه بیسائو                                                                    |
| ۱۲۱۷          | ۲۲ دسامبر ۱۹۹۸  | ۱۵-۰-۰                  | بررسی وضعیت در قبرس                                                                           |
| ۱۲۱۸          | ۲۲ دسامبر ۱۹۹۸  | ۱۵-۰-۰                  | بررسی وضعیت در قبرس                                                                           |
| ۱۲۱۹          | ۳۱ دسامبر ۱۹۹۸  | ۱۵-۰-۰                  | بررسی وضعیت آنگولا                                                                            |
| ۱۲۲۰          | ۱۲ ژانویه ۱۹۹۹  | ۱۵-۰-۰                  | بررسی وضعیت در سیرالئون                                                                       |
| ۱۲۲۱          | ۱۲ ژانویه ۱۹۹۹  | ۱۵-۰-۰                  | بررسی وضعیت آنگولا                                                                            |
| ۱۲۲۲          | ۱۵ ژانویه ۱۹۹۹  | ۱۵-۰-۰                  | بررسی وضعیت کرواسی                                                                            |
| ۱۲۲۳          | ۲۸ ژانویه ۱۹۹۹  | ۱۵-۰-۰                  | بررسی وضعیت خاورمیانه                                                                         |
| ۱۲۲۴          | ۲۸ ژانویه ۱۹۹۹  | ۱۵-۰-۰                  | بررسی وضعیت صحرای غربی                                                                        |
| ۱۲۲۵          | ۲۸ ژانویه ۱۹۹۹  | ۱۵-۰-۰                  | بررسی وضعیت گرجستان                                                                           |
| ۱۲۲۶          | ۲۹ ژانویه ۱۹۹۹  | ۱۵-۰-۰                  | بررسی وضعیت میان اریتره و اتیوپی                                                              |
| ۱۲۲۷          | ۱۰ فوریه ۱۹۹۹   | ۱۵-۰-۰                  | بررسی وضعیت میان اریتره و اتیوپی                                                              |
| ۱۲۲۸          | ۱۱ فوریه ۱۹۹۹   | ۱۵-۰-۰                  | بررسی وضعیت مربوط به صحرای غربی                                                               |
| ۱۲۲۹          | ۲۶ فوریه ۱۹۹۹   | ۱۵-۰-۰                  | بررسی وضعیت آنگولا                                                                            |
| ۱۲۳۰          | ۲۶ فوریه ۱۹۹۹   | ۱۵-۰-۰                  | بررسی وضعیت جمهوری آفریقای مرکزی                                                              |
| ۱۲۳۱          | ۱۱ مارس ۱۹۹۹    | ۱۵-۰-۰                  | بررسی وضعیت در سیرالئون                                                                       |
| ۱۲۳۲          | ۳۰ مارس ۱۹۹۹    | ۱۵-۰-۰                  | بررسی وضعیت مربوط به صحرای غربی                                                               |
| ۱۲۳۳          | ۰۶ آوریل ۱۹۹۹   | ۱۵-۰-۰                  | بررسی وضعیت در گینه بیسائو                                                                    |
| ۱۲۳۴          | ۰۹ آوریل ۱۹۹۹   | ۱۵-۰-۰                  | بررسی وضعیت مربوط به جمهوری دمکراتیک کنگو                                                     |
| ۱۲۳۵          | ۳۰ آوریل ۱۹۹۹   | ۱۵-۰-۰                  | بررسی وضعیت مربوط به صحرای غربی                                                               |
| ۱۲۳۵          | ۱۴ مه ۱۹۹۹      | ۱۵-۰-۰                  | بررسی وضعیت مربوط به صحرای غربی                                                               |
| ۱۲۳۶          | ۰۷ مه ۱۹۹۹      | ۱۵-۰-۰                  | بررسی وضعیت تیمور                                                                             |
| ۱۲۳۷          | ۰۷ مه ۱۹۹۹      | ۱۵-۰-۰                  | بررسی وضعیت آنگولا                                                                            |
| ۱۲۳۹          | ۱۴ مه ۱۹۹۹      | ۱۳-۲-۰                  | بررسی وضعیت کوزوو                                                                             |
| ۱۲۴۰          | ۱۵ مه ۱۹۹۹      | ۱۵-۰-۰                  | بررسی وضعیت در تاجیکستان پیرامون مرز تاجیکستان-افغانستان                                      |
| ۱۲۴۱          | ۱۹ مه ۱۹۹۹      | ۱۵-۰-۰                  | دادگاه بین‌المللی برای رواندا                                                                  |
| ۱۲۴۲          | ۲۱ مه ۱۹۹۹      | ۱۵-۰-۰                  | بررسی وضعیت میان عراق و کویت                                                                  |
| ۱۲۴۳          | ۲۷ مه ۱۹۹۹      | ۱۵-۰-۰                  | بررسی وضعیت خاورمیانه                                                                         |
| ۱۲۴۴          | ۱۰ ژوئن ۱۹۹۹    | ۱۴-۱-۰                  | بررسی وضعیت کوزوو                                                                             |
| ۱۲۴۵          | ۱۱ ژوئن ۱۹۹۹    | ۱۵-۰-۰                  | بررسی وضعیت سیرالئون                                                                          |
| ۱۲۴۶          | ۱۱ ژوئن ۱۹۹۹    | ۱۵-۰-۰                  | بررسی وضعیت تیمور                                                                             |
| ۱۲۴۷          | ۱۸ ژوئن ۱۹۹۹    | ۱۵-۰-۰                  | بررسی وضعیت بوسنی و هرزگوین                                                                   |
| ۱۲۴۸          | ۲۵ ژوئن ۱۹۹۹    | - -                     | پذیرش اعضای تازه در سازمان ملل:جمهوری کیریباتی                                                |
| ۱۲۴۹          | ۲۵ ژوئن ۱۹۹۹    | ۱۴-۱-۰                  | پذیرش اعضای تازه در سازمان ملل: جمهوری نائورو                                                 |
| ۱۲۵۰          | ۲۹ ژوئن ۱۹۹۹    | ۱۵-۰-۰                  | بررسی وضعیت قبرس                                                                              |
| ۱۲۵۱          | ۲۹ ژوئن ۱۹۹۹    | ۱۵-۰-۰                  | بررسی وضعیت قبرس                                                                              |
| ۱۲۵۲          | ۱۵ ژوئیه ۱۹۹۹   | ۱۵-۰-۰                  | بررسی وضعیت کرواسی                                                                            |
| ۱۲۵۳          | ۲۸ ژوئیه ۱۹۹۹   | - -                     | پذیرش اعضای تازه در سازمان ملل: پادشاهی تونگا                                                 |
| ۱۲۵۴          | ۳۰ ژوئیه ۱۹۹۹   | ۱۵-۰-۰                  | بررسی وضعیت خاورمیانه                                                                         |
| ۱۲۵۵          | ۳۰ ژوئیه ۱۹۹۹   | ۱۵-۰-۰                  | بررسی وضعیت در گرجستان                                                                        |
| ۱۲۵۶          | ۰۳ اوت ۱۹۹۹     | ۱۵-۰-۰                  | بررسی وضعیت در بوسنی و هرزگوین                                                                |
| ۱۲۵۷          | ۰۳ اوت ۱۹۹۹     | ۱۵-۰-۰                  | بررسی وضعیت در تیمور شرقی                                                                     |
| ۱۲۵۸          | ۰۶ اوت ۱۹۹۹     | ۱۵-۰-۰                  | اوضاع در مورد جمهوری دموکراتیک کنگو                                                           |
| ۱۲۵۹          | ۱۱ اوت ۱۹۹۹     | ۱۵-۰-۰                  | انتساب دادستان برای دادگاه بین‌المللی کیفری یوگسلاوی سابق و دادگاه بین‌المللی کیفری برای رواندا |
| ۱۲۶۰          | ۲۰ اوت ۱۹۹۹     | ۱۵-۰-۰                  | بررسی وضعیت در سیرالئون                                                                       |
| ۱۲۶۱          | ۲۵ اوت ۱۹۹۹     | ۱۵-۰-۰                  | کودکان و درگیری‌های مسلحانه                                                                    |
| ۱۲۶۲          | ۲۷ اوت ۱۹۹۹     | ۱۵-۰-۰                  | بررسی وضعیت در تیمور شرقی                                                                     |
| ۱۲۶۳          | ۱۳ سپتامبر ۱۹۹۹ | ۱۵-۰-۰                  | بررسی وضعیت صحرای غربی                                                                        |
| ۱۲۶۴          | ۱۵ سپتامبر ۱۹۹۹ | ۱۵-۰-۰                  | بررسی وضعیت در تیمور شرقی                                                                     |
| ۱۲۶۵          | ۱۷ سپتامبر ۱۹۹۹ | ۱۵-۰-۰                  | حفاظت از غیرنظامیان در درگیری‌های مسلحانه                                                      |
| ۱۲۶۶          | ۰۴ اکتبر ۱۹۹۹   | ۱۵-۰-۰                  | بررسی وضعیت میان عراق و کویت                                                                  |
| ۱۲۶۷          | ۱۵ اکتبر ۱۹۹۹   | ۱۵-۰-۰                  | اوضاع در افغانستان                                                                            |
| ۱۲۶۸          | ۱۵ اکتبر ۱۹۹۹   | ۱۵-۰-۰                  | بررسی وضعیت در آنگولا                                                                         |
| ۱۲۶۹          | ۱۹ اکتبر ۱۹۹۹   | ۱۵-۰-۰                  | مسئولیت شورای امنیت سازمان ملل در حفظ صلح و امنیت بین‌المللی                                   |
| ۱۲۷۰          | ۲۲ اکتبر ۱۹۹۹   | ۱۵-۰-۰                  | بررسی وضعیت در سیرالئون                                                                       |
| ۱۲۷۱          | ۲۲ اکتبر ۱۹۹۹   | ۱۵-۰-۰                  | بررسی وضعیت در جمهوری آفریقای مرکزی                                                           |
| ۱۲۷۲          | ۲۵ اکتبر ۱۹۹۹   | ۱۵-۰-۰                  | بررسی وضعیت در تیمور شرقی                                                                     |
| ۱۲۷۳          | ۰۵ نوامبر ۱۹۹۹  | ۱۵-۰-۰                  | اوضاع در مورد جمهوری دموکراتیک کنگو                                                           |
| ۱۲۷۴          | ۱۲ نوامبر ۱۹۹۹  | ۱۵-۰-۰                  | بررسی وضعیت در تاجیکستان پیرامون مرز تاجیکستان-افغانستان                                      |
| ۱۲۷۵          | ۱۹ نوامبر ۱۹۹۹  | ۱۵-۰-۰                  | بررسی وضعیت میان عراق و کویت                                                                  |
| ۱۲۷۶          | ۲۴ نوامبر ۱۹۹۹  | ۱۵-۰-۰                  | بررسی وضعیت خاورمیانه                                                                         |
| ۱۲۷۷          | ۳۰ نوامبر ۱۹۹۹  | ۱۴-۱-۰                  | مسئلهٔ در مورد هائیتی                                                                          |
| ۱۲۷۸          | ۳۰ نوامبر ۱۹۹۹  | - -                     | دیوان بین‌المللی دادگستری                                                                      |
| ۱۲۷۹          | ۳۰ نوامبر ۱۹۹۹  | ۱۵-۰-۰                  | اوضاع در مورد جمهوری دموکراتیک کنگو                                                           |
| ۱۲۸۰          | ۰۳ دسامبر ۱۹۹۹  | ۱۱-۳-۰                  | بررسی وضعیت میان عراق و کویت                                                                  |
| ۱۲۸۱          | ۱۰ دسامبر ۱۹۹۹  | ۱۵-۰-۰                  | بررسی وضعیت میان عراق و کویت                                                                  |
| ۱۲۸۲          | ۱۴ دسامبر ۱۹۹۹  | ۱۴-۱-۰                  | بررسی وضعیت صحرای غربی                                                                        |
| ۱۲۸۳          | ۱۵ دسامبر ۱۹۹۹  | ۱۵-۰-۰                  | بررسی وضعیت در قبرس                                                                           |
| ۱۲۸۴          | ۱۷ دسامبر ۱۹۹۹  | ۱۱-۴-۰                  | بررسی وضعیت میان عراق و کویت                                                                  |
| ۱۲۸۵          | ۱۳ ژانویه ۲۰۰۰  | ۱۵-۰-۰                  | بررسی وضعیت در کرواسی                                                                         |
| ۱۲۸۶          | ۱۹ ژانویه ۲۰۰۰  | ۱۵-۰-۰                  | بررسی وضعیت در بوروندی                                                                        |
| ۱۲۸۷          | ۳۱ ژانویه ۲۰۰۰  | ۱۵-۰-۰                  | بررسی وضعیت در گرجستان                                                                        |
| ۱۲۸۸          | ۳۱ ژانویه ۲۰۰۰  | ۱۵-۰-۰                  | بررسی وضعیت خاورمیانه                                                                         |
| ۱۲۸۹          | ۰۷ فوریه ۲۰۰۰   | ۱۵-۰-۰                  | بررسی وضعیت در سیرالئون                                                                       |
| ۱۲۹۰          | ۱۷ فوریه ۲۰۰۰   | ۱۴-۱-۰                  | پذیرش اعضای جدید سازمان ملل متحد: تووالو                                                      |
| ۱۲۹۱          | ۲۴ فوریه ۲۰۰۰   | ۱۵-۰-۰                  | اوضاع در مورد جمهوری دموکراتیک کنگو                                                           |
| ۱۲۹۲          | ۲۹ فوریه ۲۰۰۰   | ۱۵-۰-۰                  | بررسی وضعیت صحرای غربی                                                                        |
| ۱۲۹۳          | ۳۱ مارس ۲۰۰۰    | ۱۵-۰-۰                  | بررسی وضعیت میان عراق و کویت                                                                  |
| ۱۲۹۴          | ۱۳ آوریل ۲۰۰۰   | ۱۵-۰-۰                  | بررسی وضعیت در آنگولا                                                                         |
| ۱۲۹۵          | ۱۸ آوریل ۲۰۰۰   | ۱۵-۰-۰                  | بررسی وضعیت در آنگولا                                                                         |
| ۱۲۹۶          | ۱۹ آوریل ۲۰۰۰   | ۱۵-۰-۰                  | حفاظت از غیرنظامیان در درگیری‌های مسلحانه                                                      |
| ۱۲۹۷          | ۱۲ مه ۲۰۰۰      | ۱۵-۰-۰                  | بررسی وضعیت میان اریتره و اتیوپی                                                              |
| ۱۲۹۸          | ۱۷ مه ۲۰۰۰      | ۱۵-۰-۰                  | بررسی وضعیت میان اریتره و اتیوپی                                                              |
| ۱۲۹۹          | ۱۹ مه ۲۰۰۰      | ۱۵-۰-۰                  | بررسی وضعیت در سیرالئون                                                                       |
| ۱۳۰۰          | ۳۱ مه ۲۰۰۰      | ۱۵-۰-۰                  | بررسی وضعیت خاورمیانه                                                                         |